# تومانسكي أر.دي-9
التومانسكي أر.دي-9 هو محرك نفاث سوفييتي استخدم في عدد من الطائرات الحربية. يعد الأر.دي-9 أول محرك نفاث سوفييتي خالص وليس مبنيا على أي تصميمات بريطانية أو ألمانية للمحركات النفاثة.

## المواصفات RD-9BF-811

### الصفات العامة
النوع: محرك نفاث مزود بحارق خلفي.
الطول: 5.560 مم.
القطر: 670 مم.
الوزن الجاف: 725 كجم.

### المكونات
المكبس: مكبس سريان محوري.

### الأداء
الدفع:
- 29 كيلو نيوتن. (أقصى قوة)
- 37 كيلو نيوتن. (بالحارق الخلفي)

استهلاك الوقود:
- عند السكون: 104 كجم/ (كيلو نيوتن x الساعة).
- بالحارق الخلفي: 169 كجم/ (كيلو نيوتن x الساعة).

نسبة الدفع إلى الوزن: 50.8 نيوتن/كجم. (1:5.5)

## قوائم ذات صلة
- قائمة محركات الطائرات